# 里加地铁

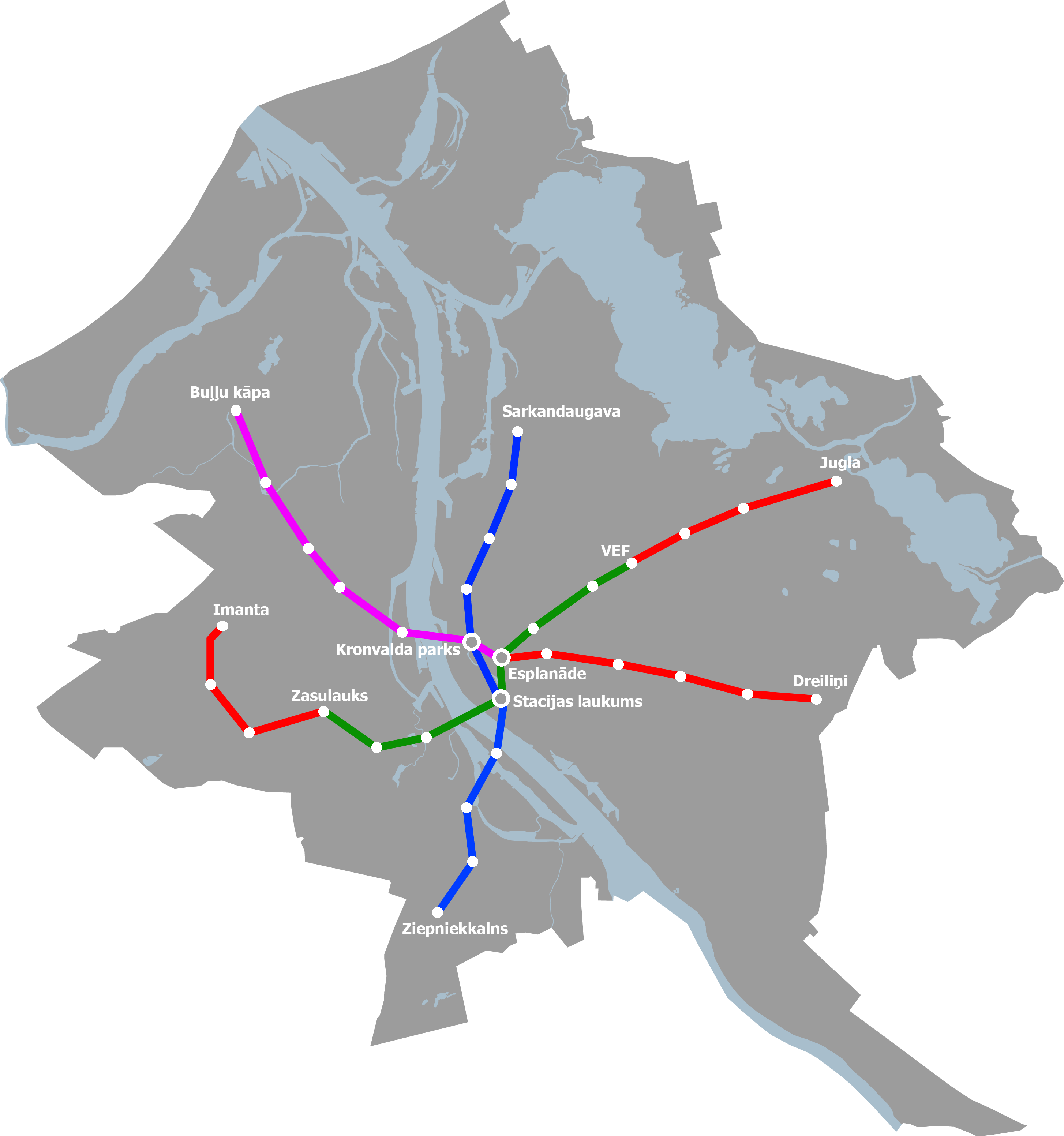
里加地铁計畫路網圖

里加地铁指的是在前苏联时期计划在拉脱维亚首都里加修建地铁的项目。当时计划到2021年建成三条线共33个站点；然而，在1980年代末期的歌唱革命（Singing Revolution）中，该计划遭到反对，加之苏联解体，这个原定在1990年开工的项目从未启动。